# Ducado de Lécera
El ducado de Lécera es un título nobiliario español, creado en 1493 por el rey Fernando "El Católico. El primer titular, según algunas fuentes, por ejemplo, Jaime de Salazar y Acha (op.cit., p. 166) y la Diputación Permanente y Consejo de la Grandeza de España y Títulos del Reino, tienen como primer titular a Juan Fernández de Híjar y Cabrera, el I duque de Híjar. Otros autores, consideran que el primer duque de Lécera fue su hijo, Luis Fernández de Híjar y Beaumont, a quien el rey concedió el título, ad personam, por su ayuda en la guerra del Rosellón.  Si Juan Fernández de Híjar y Cabrera nació en 1419 y falleció el 27 de septiembre de 1491, como afirman algunas fuentes, parece improbable que este fuese el I duque de Lécera si el ducado fue concedido en 1493, y además, ya sería demasiado mayor para haber participado en las batallas en el Rosellón.   
El rey Felipe III concedió a este título la Grandeza de España el 9 de septiembre de 1599, a Juan Cristóbal Fernández de Híjar, II duque de Lécera.
Su denominación hace referencia al municipio de Lécera, en la provincia de Zaragoza.

## Duques de Lécera

Escudo del municipio de Lécera, provincia de Zaragoza

|                                     | Titular                                                  | Periodo                             |
| Creación por Fernando «el Católico» | Creación por Fernando «el Católico»                      | Creación por Fernando «el Católico» |
| ----------------------------------- | -------------------------------------------------------- | ----------------------------------- |
| I                                   | Luis Fernández de Híjar y Beaumont                       | 1493-1517                           |
| II                                  | Juan Cristóbal Fernández de Híjar                        | 1599-1614                           |
| III                                 | María Estefanía Fernández de Híjar                       | 1614-1620                           |
| IV                                  | Isabel Margarita Fernández de Híjar y Castro-Pinós       | 1620-1621                           |
| V                                   | Antonio Fernández de Híjar                               | 1621-1629                           |
| VI                                  | Juan Luis Fernández de Híjar                             | 1629-1633                           |
| VII                                 | Alonso Fernández de Híjar                                | 1633-1635                           |
| VIII                                | Pedro Jorge Fernández de Híjar                           | 1635-1647                           |
| IX                                  | Pedro Luis Fernández de Híjar                            | 1647-1711                           |
| X                                   | Antonio Melchor Fernández de Híjar                       | 1711-1734                           |
| XI                                  | Francisco Antonio Fernández de Híjar Zapata de Calatayud | 1734-1758                           |
| XII                                 | Joaquín Diego Fernández de Híjar y Portocarrero          | 1758-1758                           |
| XIII                                | Pedro de Alcántara Fernández de Híjar y Abarca de Bolea  | 1758-1808                           |
| XIV                                 | Agustín Pedro de Silva Fernández de Híjar y Palafox      | 1808-1817                           |
| XV                                  | María Francisca Javiera de Silva y Fitz-James Stuart     | 1817-1818                           |
| XVI                                 | José Rafael de Silva Fernández de Híjar y Palafox        | 1818-1863                           |
| XVII                                | Cayetano de Silva y Fernández de Córdoba                 | 1864-1865                           |
| XVIII                               | Agustín de Silva y Bernuy                                | 1866-1872                           |
| XIX                                 | Jaime de Silva y Campbell                                | 1884-1925                           |
| XX                                  | Jaime de Silva y Mitjans                                 | 1926-1975                           |
| XXI                                 | Jaime de Silva y Agrela                                  | 1976-1996                           |
| XXII                                | Jaime de Silva y Mora                                    | 1997-2007                           |
| XXIII                               | Leticia de Silva y Allende                               | 2007-actual titular                 |

## Historia de los duques de Lécera
- Luis Fernández de Híjar y Beaumont, I duque de Lécera[3][2]

Casó con Guiomar Enríquez de Mendoza (m. 1519), hija de Juan Enríquez, I conde de Alba de Liste, y María de Guzmán el Bueno.
- Juan Cristóbal Fernández de Híjar (m. 13 de abril de 1614), II duque de Lécera y II duque de Híjar.[7] Le sucedió su hermana:

- María Estefanía Fernández de Híjar (1620), III duque de Lécera y III duquesa de Híjar.[7] Le sucedió su hermana:

- Isabel Margarita Fernández de Híjar y Castro-Pinós, IV duque de Lécera y IV duquesa de Híjar.[7] Le sucedió, por sentencia de 13 de enero de 1621,[7] su pariente:

- Antonio Fernández de Híjar (m. 1629), V duque de Lécera.[7]

Casó el 11 de noviembre de 1561 con Mariana Ruiz Mur.  Le sucedió su hijo:
- Juan Luis Fernández de Híjar (m. 1631), VI duque de Lécera.[7]

Casó el 13 de enero de 1633 con Isabel Silveria de Navarra.  Le sucedió su hermano:
- Alonso Fernández de Híjar (m. 13 de septiembre de 1635) VII duque de Lécera.[7]

Casó en primeras nupcias el 23 de mayo de 1606 con Orosia de Palafox y Urea (m. 1607). Contrajo un segundo matrimonio el 13 de abril de 1610 con Beatriz Ximeno de Lobera.  Le sucedió su sobrino:
- Pedro Jorge Fernández de Híjar (nm. 1647), VIII duque de Lécera.[7]

Casó con Mariana de Híjar.  Le sucedió su hijo:
- Pedro Luis Fernández de Híjar (m. 12 de junio de 1711), IX duque de Lécera.[7]

Casó el 22 de noviembre de 1681 con Cecilia de Navarra Toralto de Aragón (m. 1691).  Le sucedió su hijo:
- Antonio Melchor Fernández de Híjar (m. 20 de febrero de 1734), X duque de Lécera y III duque de Palata.[7] Le sucedió su sobrino:

- Francisco Antonio Fernández de Híjar Zapata de Calatayud (m. 27 de mayo de 1754), X duque de Lécera y IV duque de Palata.[7] Le sucedió su pariente:

- Joaquín Diego Fernández de Híjar y Portocarrero (Madrid, 6 de julio de 1721-25 de diciembre de 1758),[7] XII duque de Lécera,[7] VIII duque de Híjar,[8] XIV conde de Ribadeo,[9] VII conde de Vallfogona,[10][9] VIII duque de Aliaga,[11] VI marqués de Orani, VI conde de Guimerá,[9] XIV conde de Belchite, XIV conde de Salinas,[9]  XII marqués de Montesclaros, IX conde de Palma del Río, vizconde de Illa, de Canet, de Alquerforadat, de Ansovell y XVI vizconde de Ebol.

Casó el 20 de marzo de 1739 con María Engracia Abarca de Bolea y Pons de Mendoza, IV marquesa de Vilanant, III condesa de Robres VI vizcondesa de Joch y baronesa de Sangarrén y Orcau, Le sucedió su único hijo:
- Pedro Pablo de Alcántara Fadrique de Silva Fernández de Híjar y Abarca de Bolea  (Villarrubia de los Ojos, 25 de noviembre de 1741-Madrid, 23 de febrero de 1808),[10] XIII duque de Lécera,[7] V duque de Bournonville,[8] IX duque de Híjar,[8] XV conde de Ribadeo,[10] VIII conde de Vallfogona,[10] IX duque de Aliaga,[11] V duque de Almazán,[10] VII marqués de Orani,[10] V marqués de Rupit,[12] VII conde de Guimerá,[10] XIII conde de Salinas,[10] IX marqués de Almenara,[10] XIII marqués de Montesclaros, X conde de Palma del Río, XV conde de Belchite, XVII vizconde de Ebol, vizconde de Illa, de Canet, de Alquerforadat, de Ansovell, IX conde de Aranda, VI marqués de Torres de Aragón, VI marqués de Vilanant,[10] IX conde de Castellflorit. Era hijo de Joaquín Diego de Silva Fernández de Híjar, duque de Híjar, VIII duque de Aliaga, XII conde de Salinas, XIV conde de Ribadeo, VI marqués de Orani, etc., y de María Engracia Abarca de Bolea y Pons de Mendoza.[10]

Casó el 16 de julio de 1761 con Rafaela de Palafox y Croy d'Havré y Centurión, hija de Joaquín Felipe de Palafox y Centurión, IX marqués de La Guardia, IX marqués de Guadalest, VI marqués de Armunia, VI marqués de Ariza, IV conde de Santa Eufemia y de su segunda esposa, María Ana Carlota de Croy d'Havré y Lanti de la Róvere. Le sucedió su hijo:
- Agustín Pedro de Silva Fernández de Híjar y Palafox (14 de septiembre de 1873-12 de diciembre de 1817), XIV duque de Lécera,[7] VI duque de Bournonville,[14] X duque de Híjar,[11] XVI conde de Ribadeo,[15] IX conde de Vallfogona,[15] X duque de Aliaga,[11] VI duque de Almazán,[15] marqués de Almenara, XIV marqués de Montesclaros, 'I marqués de Rupit,[15] XI conde de Palma del Río,[15] XIX conde de Belchite,[15] XIV conde de Salinas,[15] VIII conde de Guimerá,[15] XII conde de Aranda,[15]  VII marqués de Torres de Aragón, VII marqués de Vilanant,[15] X conde de Castellflorit, XVIII vizconde de Ebol, vizconde de Illa, de Canet, de Alquerforadat y de Ansovell, académico de número de la Real Academia Española, gentilhombre de cámara con ejercicio y servidumbre, caballero de la Orden del Toisón de Oro y gran cruz de Carlos III.[15]

Casó el 24 de enero de 1790, en Madrid, con María Fernanda Fitz-James Stuart y Stölberg, hija de Carlos Bernardo Fitz-James Stuart y Silva, XI marqués de la Jamaica, IV duque de Berwick, IV duque de Liria y Jérica, XI duque de Veragua, X duque de la Vega de la Isla de Santo Domingo, VI marqués de Tarazona, V marqués de San Leonardo, marqués de la Mota, XIII conde de Gelves, VIII conde de Ayala, XII conde de Monterrey, y de Carolina Augusta zu Stolberg-Gedern, princesa de Hornes. Le sucedió su hija:
- Francisca Javiera de Silva y Fitz-James Stuart (1795-16 de septiembre de 1818), XV duquesa de Lécera,[7] VII duquesa de Bournonville,[14] XI duquesa de Híjar,[11] XVII condesa de Ribadeo,[15] X condesa de Vallfogona,[15] XI duquesa de Aliaga,[16] VII duquesa de Almazán,[15] VIII marquesa de Orani, marquesa de Almenara, XV marquesa de Montesclaros, VII marquesa de Rupit,[15] XII condesa de Palma del Río, XX condesa de Belchite,[15] XV condesa de Salinas,[15] IX condesa de Guimerá,[15] XIII condesa de Aranda,[15] XI conde de Castellflorit, VIII marquesa de Torres de Aragón, VIII marquesa de Vilanant,[15] XIX vizcondesa de Ebol, vizcondesa de Illa, de Canet, de Alquerforadat y de Ansovell.

Murió soltera sin descendientes. Le sucedió el hermano de su padre, su tío carnal:
- José Rafael Fadrique de Silva Fernández de Híjar y Palafox (Madrid, 29 de marzo de 1776-Madrid, 16 de septiembre de 1863), XVI duque de Lécera,[7] VIII duque de Bournonville,[14] XII duque de Híjar,[11] XVIII conde de Ribadeo,[15] XI conde de Vallfogona,[15] XII duque de Aliaga,[7] VIII duque de Almazán,[15] VIII marqués de Orani,[15]  marqués de Almenara, XVI marqués de Montesclaros, VIII marqués de Rupit,[15]  XIII conde de Palma del Río, XXI conde de Belchite,[15]  XVI conde de Salinas,[15]  X conde de Guimerá,[15]  XIV conde de Aranda,[15]  XII conde de Castellflorit, IX marqués de Torres de Aragón, IX marqués de Vilanant,[15] XI vizconde de Alquerforadat,[15]  XX vizconde de Ebol, Sumiller de Corps de los reyes Fernando VII e Isabel II, caballero de la Orden del Toisón de Oro, Orden de Carlos III|gran cruz de Carlos III y senador.[15]

Casó el 9 de agosto de 1801, en Madrid, con Juana Nepomucena Fernández de Córdoba Villarroel y Spínola de la Cerda, VIII condesa de Salvatierra, VII marquesa del Sobroso, marquesa de Loriana, marquesa de Baides, X marquesa de Jódar, marquesa de la Puebla de Ovando, VI marquesa de Valero, VII marquesa de San Vicente del Barco, VII marquesa de Fuentehoyuelo, vizcondesa de Villatoquite, hija de José Fernández de Córdoba Sarmiento de Sotomayor, VII conde de Salvatierra, V marqués de Valero, IX marqués de Baides, IX marqués de Jódar, etc., y de su segunda esposa, María Antonia Fernández de Villarroel y Villacís Vargas y Manrique.  Le sucedió su hijo primogénito:
- Cayetano de Silva y Fernández de Córdoba (Madrid, 8 de noviembre de 1805-Perpiñán, 25 de enero de 1865), XVII duque de Lécera,[7] XIII duque de Híjar, XIX conde de Ribadeo,[18] XVII conde de Salinas,[18]  VIII duque de Almazán, IX marqués de Orani, XIV marqués de Almenara, X marqués de Vilanant, XI marqués de Jódar, XIII conde de Aranda, XIII conde de Vallfogona, vizconde de Alquerforadat, XXI vizconde de Ebol.

Casó el 11 de enero de 1826, en Madrid, con María Soledad Bernuy y Valda, hija de Ana Agapita de Valda y Teigeiro, IX marquesa de Valparaíso y marquesa de Albudeite. Le sucedió su hijo:
- Agustín de Silva Bernuy y Valda (Madrid, 10 de mayo de 1822-16 de mayo de 1872), XVIII duque de Lécera,[7] IX duque de Bournonville,[14][19] XIV duque de Híjar, XX conde de Ribadeo,[20] XIX conde de Salinas, X marqués de Orani,[20] IX marqués de Rupit,[20] VIII marqués de San Vicente del Barco, marqués del Sobroso, XV marqués de Almenara, XIV conde de Aranda, conde de Castellflorit, X conde de Salvatierra, vizconde de Alquerforadat, vizconde de Ebol, príncipe della Portella.

Casó el 5 de enero de 1852, en Madrid, con su tía, Luisa Ramona Fernández de Córdoba y Vera de Aragón, hija de Francisco de Paula Fernández de Córdoba y Lasso de la Vega, XIX conde de la Puebla del Maestre, y de María Manuela de Vera de Aragón y Nin de Zatrillas, marquesa de Peñafuerte. Sin descendientes. Le sucedió su primo hermano:
- Jaime de Silva y Campbell (Vernet-les-Bains, 24 de septiembre de 1852-19 de noviembre de 1925), XIX duque de Lécera,[21][22] X duque de Bournonville,[14] dos veces grande de España, caballero de la Real Maestranza de Caballería de Zaragoza, Gran Cruz de Carlos III, gentilhombre de cámara con ejercicio y servidumbre y senador por la provincia de Cádiz y senador vitalicio.[23]
- Casó el 5 de enero de 1885, en Madrid, con Agustina Mitjans y Manzanedo (1859-1956), dama de la reina,[22] hija de Francisco de Paula Mitjans y Colinó y de Josefa Manzanedo e Intentas, II marquesa de Manzanedo, dama de la Reina Victoria Eugenia de España. Le sucedió su hijo:

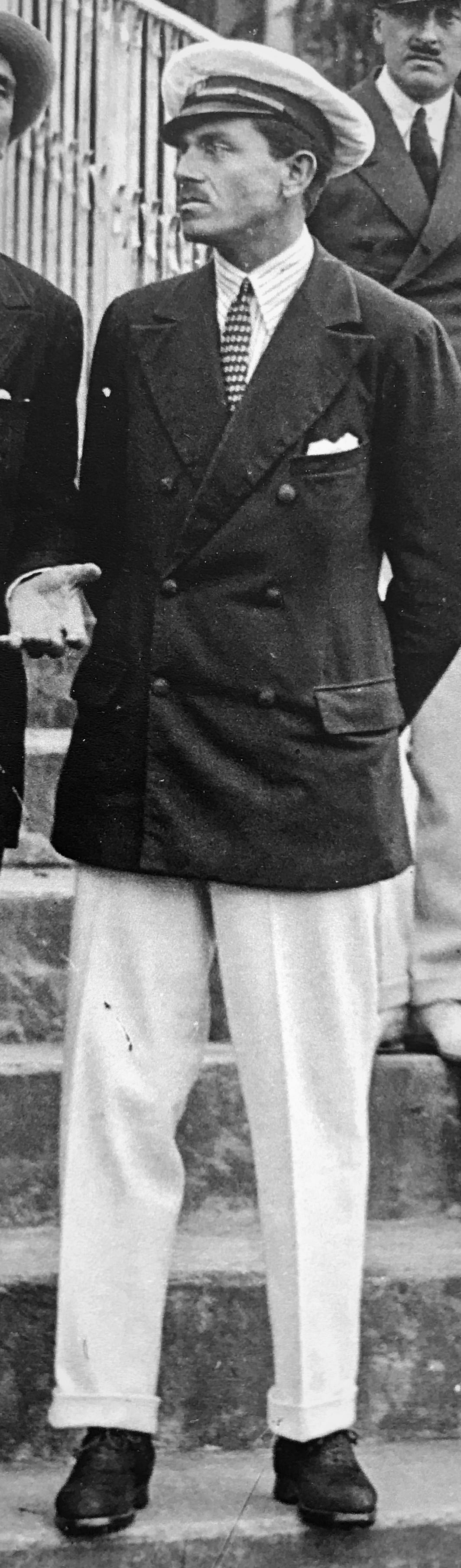
El XX duque de Lécera fotografiado en San Sebastián, 1927

- Jaime de Silva y Mitjans (Madrid, 8 de junio de 1893-Madrid, 24 de abril de 1975),[24] XX duque de Lécera,[7] XII duque de Bournonville,[14] XIX conde de Salinas (real decreto de rehabilitación de 8 de marzo de 1918)[22] VIII marqués de Fuentehoyuelo (por rehabilitación en 1921), X marqués de Rupit, título rehabilitado el 11 de febrero de 1922,[25] XII marqués de las Torres, XI marqués de Vilanant (por rehabilitación a su favor en 1921), VIII conde de Castellflorit, (rehabilitado a su favor en 1921), XII vizconde de Alquerforadat y vizconde de Ebol, gentilhombre grande de España con ejercicio y servidumbre del rey Alfonso XIII.[22][b]

Casó el 26 de abril de 1919 con María del Rosario Agrela y Bueno (Granada, 1897-Madrid, 29 de julio de 1953), II condesa de Agrela, hija de Mariano Agrela y Moreno, I conde de Agrela, y de Leticia Bueno Garzón, también dama de la reina Victoria Eugenia de España e íntima amiga y confidente de esta. Le sucedió su hijo:
- Jaime de Silva y Agrela (1910-1996), XXI duque de Lécera,[21] XIII duque de Bournonville,[14][28][14] XX conde de Salinas por cesión paterna (decreto del 25 de mayo de 1951),[22] IX marqués de Fuentehoyuelo,[22] XI marqués de Rupit,[22] XIII marqués de las Torres, XI marqués de Rupit, IX conde de Castellflorit, XIII conde de Vallfogona, III conde de Agrela (rehabilitación 1985), XV vizconde de Alquerforadat.

Casó el 29 de junio de 1945 con Ana María de Mora y Aragón (1921-2006), hija de Gonzalo de Mora, IV marqués de Casa Riera, y hermana de Fabiola de Mora y Aragón, anterior reina consorte de los belgas. En 1977, por cesión, le sucedió, su hija:  Le sucedió su hijo:
- Jaime de Silva y Mora (Madrid, 31 de mayo de 1946-2007), XXII duque de Lécera,[21] XXI conde de Salinas y IV conde de Agrela.[22]

Casó con María Leticia Allende y Milans del Bosch (1952-2008). Le sucedió su hija:
- María Leticia de Silva y Allende (1983), XXIII duquesa de Lécera,[21][22] y XXII condesa de Salinas.[18]

Casada con Michael Vermehren y Batthyáni de Német-Ujvár.

## Árbol genealógico
| \| \| \| \| \| \| \| \| \| Juan Fernández de Híjar, i duque de Híjar (1419-1493) \| \| \| \| \| \| \| \| \| \| \| \| \| \| \| \| \| \| \| \| \| \| \| \| \| \| \| \| \| \| \| \| \| \| \| \| \| \| \| \| \| \| \| \| \| \| \| \| \| \| \| \| \| \| \| \| \| \| \| \| \| \| \| \| \| \| \| \| \| \| \| \| \| \| \| \| \| \| \| \| \| \| \| \| \| \| \| \| \| \| \| \| \| \| Luis Fernández de Híjar, viii señor de Híjar, i duque de Lécera († 1517) \| \| \| \| \| \| \| \| \| \| \| \| \| \| \| \| \| \| \| \| \| \| \| \| \| \| \| \| \| \| \| \| \| \| \| \| \| \| \| \| \| \| \| \| \| \| \| \| \| \| \| \| \| \| \| \| \| \| \| \| \| \| \| \| \| \| \| \| \| \| \| \| \| \| \| \| \| \| \| \| \| \| \| \| \| \| \| \| \| \| \| \| \| \| Luis Fernández de Híjar, ii conde de Belchite († 1509) \| \| \| \| \| \| \| \| \| \| \| \| \| \| \| \| \| \| \| \| \| \| \| \| \| \| \| \| \| \| \| \| \| \| \| \| \| \| \| \| \| \| \| \| \| \| \| \| \| \| \| \| \| \| \| \| \| \| \| \| \| \| \| \| \| \| \| \| \| \| \| \| \| \| \| \| \| \| \| \| \| \| \| \| \| \| \| \| \| \| \| \| \| \| \| \| \| \| \| \| \| \| \| \| \| \| \| \| \| \| \| \| \| \| \| \| \| \| \| \| \| \| \| \| \| \| \| \| \| \| \| \| \| \| \| \| \| \| \| \| \| Luis Fernández de Híjar, ix señor de Híjar, ii duque de Lécera (1517-1554) \| Luis Fernández de Híjar, ix señor de Híjar, ii duque de Lécera (1517-1554) \| Luis Fernández de Híjar, ix señor de Híjar, ii duque de Lécera (1517-1554) \| Luis Fernández de Híjar, ix señor de Híjar, ii duque de Lécera (1517-1554) \| Luis Fernández de Híjar, ix señor de Híjar, ii duque de Lécera (1517-1554) \| Luis Fernández de Híjar, ix señor de Híjar, ii duque de Lécera (1517-1554) \| \| \| Jorge Fernández de Híjar y Arellano \| Jorge Fernández de Híjar y Arellano \| Jorge Fernández de Híjar y Arellano \| Jorge Fernández de Híjar y Arellano \| Jorge Fernández de Híjar y Arellano \| Jorge Fernández de Híjar y Arellano \| \| \| \| \| \| \| \| \| \| \| \| \| \| \| \| \| \| \| \| \| \| \| \| \| \| \| \| \| \| \| \| \| \| Luis Fernández de Híjar, ix señor de Híjar, ii duque de Lécera (1517-1554) \| Luis Fernández de Híjar, ix señor de Híjar, ii duque de Lécera (1517-1554) \| Luis Fernández de Híjar, ix señor de Híjar, ii duque de Lécera (1517-1554) \| Luis Fernández de Híjar, ix señor de Híjar, ii duque de Lécera (1517-1554) \| Luis Fernández de Híjar, ix señor de Híjar, ii duque de Lécera (1517-1554) \| Luis Fernández de Híjar, ix señor de Híjar, ii duque de Lécera (1517-1554) \| \| \| Jorge Fernández de Híjar y Arellano \| Jorge Fernández de Híjar y Arellano \| Jorge Fernández de Híjar y Arellano \| Jorge Fernández de Híjar y Arellano \| Jorge Fernández de Híjar y Arellano \| Jorge Fernández de Híjar y Arellano \| \| \| \| \| \| \| \| \| \| \| \| \| \| \| \| \| \| \| \| \| \| \| \| \| \| \| \| \| \| \| \| \| \| Juan Francisco Fernández de Híjar, ii duque de Híjar, iii duque de Lécera (1552-1614) \| Juan Francisco Fernández de Híjar, ii duque de Híjar, iii duque de Lécera (1552-1614) \| Juan Francisco Fernández de Híjar, ii duque de Híjar, iii duque de Lécera (1552-1614) \| Juan Francisco Fernández de Híjar, ii duque de Híjar, iii duque de Lécera (1552-1614) \| Juan Francisco Fernández de Híjar, ii duque de Híjar, iii duque de Lécera (1552-1614) \| Juan Francisco Fernández de Híjar, ii duque de Híjar, iii duque de Lécera (1552-1614) \| \| \| Pedro Jorge Fernández de Híjar, V duque de Lécera († 1647) \| Pedro Jorge Fernández de Híjar, V duque de Lécera († 1647) \| Pedro Jorge Fernández de Híjar, V duque de Lécera († 1647) \| Pedro Jorge Fernández de Híjar, V duque de Lécera († 1647) \| Pedro Jorge Fernández de Híjar, V duque de Lécera († 1647) \| Pedro Jorge Fernández de Híjar, V duque de Lécera († 1647) \| \| \| \| \| \| \| \| \| \| \| \| \| \| \| \| \| \| \| \| \| \| \| \| \| \| \| \| \| \| \| \| \| \| Juan Francisco Fernández de Híjar, ii duque de Híjar, iii duque de Lécera (1552-1614) \| Juan Francisco Fernández de Híjar, ii duque de Híjar, iii duque de Lécera (1552-1614) \| Juan Francisco Fernández de Híjar, ii duque de Híjar, iii duque de Lécera (1552-1614) \| Juan Francisco Fernández de Híjar, ii duque de Híjar, iii duque de Lécera (1552-1614) \| Juan Francisco Fernández de Híjar, ii duque de Híjar, iii duque de Lécera (1552-1614) \| Juan Francisco Fernández de Híjar, ii duque de Híjar, iii duque de Lécera (1552-1614) \| \| \| Pedro Jorge Fernández de Híjar, V duque de Lécera († 1647) \| Pedro Jorge Fernández de Híjar, V duque de Lécera († 1647) \| Pedro Jorge Fernández de Híjar, V duque de Lécera († 1647) \| Pedro Jorge Fernández de Híjar, V duque de Lécera († 1647) \| Pedro Jorge Fernández de Híjar, V duque de Lécera († 1647) \| Pedro Jorge Fernández de Híjar, V duque de Lécera († 1647) \| \| \| \| \| \| \| \| \| \| \| \| \| \| \| \| \| \| \| \| \| \| \| \| \| \| \| \| \| \| \| \| \| \| Isabel Margarita Fernández de Híjar, iii duquesa de Híjar, iv duquesa de Lécera (1603-1642) \| Isabel Margarita Fernández de Híjar, iii duquesa de Híjar, iv duquesa de Lécera (1603-1642) \| Isabel Margarita Fernández de Híjar, iii duquesa de Híjar, iv duquesa de Lécera (1603-1642) \| Isabel Margarita Fernández de Híjar, iii duquesa de Híjar, iv duquesa de Lécera (1603-1642) \| Isabel Margarita Fernández de Híjar, iii duquesa de Híjar, iv duquesa de Lécera (1603-1642) \| Isabel Margarita Fernández de Híjar, iii duquesa de Híjar, iv duquesa de Lécera (1603-1642) \| \| \| Pedro Luis Fernández de Híjar, vi duque de Lécera († 1664) \| Pedro Luis Fernández de Híjar, vi duque de Lécera († 1664) \| Pedro Luis Fernández de Híjar, vi duque de Lécera († 1664) \| Pedro Luis Fernández de Híjar, vi duque de Lécera († 1664) \| Pedro Luis Fernández de Híjar, vi duque de Lécera († 1664) \| Pedro Luis Fernández de Híjar, vi duque de Lécera († 1664) \| \| \| \| \| \| \| \| \| \| \| \| \| \| \| \| \| \| \| \| \| \| \| \| \| \| \| \| \| \| \| \| \| \| Isabel Margarita Fernández de Híjar, iii duquesa de Híjar, iv duquesa de Lécera (1603-1642) \| Isabel Margarita Fernández de Híjar, iii duquesa de Híjar, iv duquesa de Lécera (1603-1642) \| Isabel Margarita Fernández de Híjar, iii duquesa de Híjar, iv duquesa de Lécera (1603-1642) \| Isabel Margarita Fernández de Híjar, iii duquesa de Híjar, iv duquesa de Lécera (1603-1642) \| Isabel Margarita Fernández de Híjar, iii duquesa de Híjar, iv duquesa de Lécera (1603-1642) \| Isabel Margarita Fernández de Híjar, iii duquesa de Híjar, iv duquesa de Lécera (1603-1642) \| \| \| Pedro Luis Fernández de Híjar, vi duque de Lécera († 1664) \| Pedro Luis Fernández de Híjar, vi duque de Lécera († 1664) \| Pedro Luis Fernández de Híjar, vi duque de Lécera († 1664) \| Pedro Luis Fernández de Híjar, vi duque de Lécera († 1664) \| Pedro Luis Fernández de Híjar, vi duque de Lécera († 1664) \| Pedro Luis Fernández de Híjar, vi duque de Lécera († 1664) \| \| \| \| \| \| \| \| \| \| \| \| \| \| \| \| \| \| \| \| \| \| \| \| \| \| \| \| \| \| \| \| \| \| \| \| \| \| \| \| \| \| \| \| \| \| \| \| \| \| \| \| \| \| \| \| \| \| \| \| \| \| \| \| \| \| \| \| \| \| \| \| \| \| \| \| \| \| \| \| \| Jaime Francisco Fernández de Hijar, iv duque de Híjar (1625-1700) \| Jaime Francisco Fernández de Hijar, iv duque de Híjar (1625-1700) \| Jaime Francisco Fernández de Hijar, iv duque de Híjar (1625-1700) \| Jaime Francisco Fernández de Hijar, iv duque de Híjar (1625-1700) \| Jaime Francisco Fernández de Hijar, iv duque de Híjar (1625-1700) \| Jaime Francisco Fernández de Hijar, iv duque de Híjar (1625-1700) \| \| \| Pedro Jorge Fernández de Híjar, vii duque de Lécera \| Pedro Jorge Fernández de Híjar, vii duque de Lécera \| Pedro Jorge Fernández de Híjar, vii duque de Lécera \| Pedro Jorge Fernández de Híjar, vii duque de Lécera \| Pedro Jorge Fernández de Híjar, vii duque de Lécera \| Pedro Jorge Fernández de Híjar, vii duque de Lécera \| \| \| Antonio Melchor Fernández de Híjar, viii duque de Lécera († 1734) \| Antonio Melchor Fernández de Híjar, viii duque de Lécera († 1734) \| Antonio Melchor Fernández de Híjar, viii duque de Lécera († 1734) \| Antonio Melchor Fernández de Híjar, viii duque de Lécera († 1734) \| Antonio Melchor Fernández de Híjar, viii duque de Lécera († 1734) \| Antonio Melchor Fernández de Híjar, viii duque de Lécera († 1734) \| \| \| \| \| \| \| \| \| \| \| \| \| \| \| \| \| \| \| \| \| \| \| \| \| \| Jaime Francisco Fernández de Hijar, iv duque de Híjar (1625-1700) \| Jaime Francisco Fernández de Hijar, iv duque de Híjar (1625-1700) \| Jaime Francisco Fernández de Hijar, iv duque de Híjar (1625-1700) \| Jaime Francisco Fernández de Hijar, iv duque de Híjar (1625-1700) \| Jaime Francisco Fernández de Hijar, iv duque de Híjar (1625-1700) \| Jaime Francisco Fernández de Hijar, iv duque de Híjar (1625-1700) \| \| \| Pedro Jorge Fernández de Híjar, vii duque de Lécera \| Pedro Jorge Fernández de Híjar, vii duque de Lécera \| Pedro Jorge Fernández de Híjar, vii duque de Lécera \| Pedro Jorge Fernández de Híjar, vii duque de Lécera \| Pedro Jorge Fernández de Híjar, vii duque de Lécera \| Pedro Jorge Fernández de Híjar, vii duque de Lécera \| \| \| Antonio Melchor Fernández de Híjar, viii duque de Lécera († 1734) \| Antonio Melchor Fernández de Híjar, viii duque de Lécera († 1734) \| Antonio Melchor Fernández de Híjar, viii duque de Lécera († 1734) \| Antonio Melchor Fernández de Híjar, viii duque de Lécera († 1734) \| Antonio Melchor Fernández de Híjar, viii duque de Lécera († 1734) \| Antonio Melchor Fernández de Híjar, viii duque de Lécera († 1734) \| \| \| \| \| \| \| \| \| \| \| \| \| \| \| \| \| \| \| \| \| \| \| \| \| \| Juana Petronila de Silva, v duquesa de Híjar (1669-1710) \| Juana Petronila de Silva, v duquesa de Híjar (1669-1710) \| Juana Petronila de Silva, v duquesa de Híjar (1669-1710) \| Juana Petronila de Silva, v duquesa de Híjar (1669-1710) \| Juana Petronila de Silva, v duquesa de Híjar (1669-1710) \| Juana Petronila de Silva, v duquesa de Híjar (1669-1710) \| \| \| Jorge Fernández de Híjar, xiv conde de Fuentes († 1709) \| Jorge Fernández de Híjar, xiv conde de Fuentes († 1709) \| Jorge Fernández de Híjar, xiv conde de Fuentes († 1709) \| Jorge Fernández de Híjar, xiv conde de Fuentes († 1709) \| Jorge Fernández de Híjar, xiv conde de Fuentes († 1709) \| Jorge Fernández de Híjar, xiv conde de Fuentes († 1709) \| \| \| \| \| \| \| \| \| \| \| \| \| \| \| \| \| \| \| \| \| \| \| \| \| \| \| \| \| \| \| \| \| \| Juana Petronila de Silva, v duquesa de Híjar (1669-1710) \| Juana Petronila de Silva, v duquesa de Híjar (1669-1710) \| Juana Petronila de Silva, v duquesa de Híjar (1669-1710) \| Juana Petronila de Silva, v duquesa de Híjar (1669-1710) \| Juana Petronila de Silva, v duquesa de Híjar (1669-1710) \| Juana Petronila de Silva, v duquesa de Híjar (1669-1710) \| \| \| Jorge Fernández de Híjar, xiv conde de Fuentes († 1709) \| Jorge Fernández de Híjar, xiv conde de Fuentes († 1709) \| Jorge Fernández de Híjar, xiv conde de Fuentes († 1709) \| Jorge Fernández de Híjar, xiv conde de Fuentes († 1709) \| Jorge Fernández de Híjar, xiv conde de Fuentes († 1709) \| Jorge Fernández de Híjar, xiv conde de Fuentes († 1709) \| \| \| \| \| \| \| \| \| \| \| \| \| \| \| \| \| \| \| \| \| \| \| \| \| \| \| \| \| \| \| \| \| \| Isidoro Francisco Fernández de Híjar, vi duque de Híjar (1690-1749) \| \| \| \| \| \| \| \| \| \| \| \| \| \| \| \| \| \| \| \| \| \| \| \| \| \| \| \| \| \| \| \| \| \| \| \| \| \| \| \| \| \| \| \| \| \| \| \| \| \| \| \| \| \| \| \| \| \| \| \| \| \| \| \| \| \| \| \| \| \| \| \| \| \| \| \| \| \| \| \| \| \| \| \| \| \| \| \| \| \| \| \| \| \| Joaquín Diego de Silva, vii duque de Híjar, ix duque de Lécera (1721-1758) \| \| \| \| \| \| \| \| \| \| \| \| \| \| \| \| \| \| \| \| \| \| \| \| \| \| \| \| \| \| \| \| \| \| \| \| \| \| \| \| \| \| \| \| \| \| \| \| \| \| \| \| \| \| \| \| \| \| \| \| \| \| \| \| \| \| \| \| \| \| \| \| \| \| \| \| \| \| \| \| \| \| \| \| \| \| \| \| \| \| \| \| \| \| Pedro de Alcántara Fernández de Híjar, viii duque de Híjar, x duque de Lécera (1741-1808) \| \| \| \| \| \| \| \| \| \| \| \| \| \| \| \| \| \| \| \| \| \| \| \| \| \| \| \| \| \| \| \| \| \| \| \| \| \| \| \| \| \| \| \| \| \| \| \| \| \| \| \| \| \| \| \| \| \| \| \| \| \| \| \| \| \| \| \| \| \| \| \| \| \| \| \| \| \| \| \| \| \| \| \| \| \| \| \| \| \| \| \| \| \| \| \| \| \| \| \| \| \| \| \| \| \| \| \| \| \| \| \| \| \| \| \| \| \| \| \| \| \| \| \| \| \| \| \| \| \| \| \| \| Agustín de Silva, ix duque de Híjar, xi duque de Lécera (1773-1817) \| Agustín de Silva, ix duque de Híjar, xi duque de Lécera (1773-1817) \| Agustín de Silva, ix duque de Híjar, xi duque de Lécera (1773-1817) \| Agustín de Silva, ix duque de Híjar, xi duque de Lécera (1773-1817) \| Agustín de Silva, ix duque de Híjar, xi duque de Lécera (1773-1817) \| Agustín de Silva, ix duque de Híjar, xi duque de Lécera (1773-1817) \| \| \| José Rafael de Silva, xi duque de Híjar, xiii duque de Lécera (1776-1863) \| José Rafael de Silva, xi duque de Híjar, xiii duque de Lécera (1776-1863) \| José Rafael de Silva, xi duque de Híjar, xiii duque de Lécera (1776-1863) \| José Rafael de Silva, xi duque de Híjar, xiii duque de Lécera (1776-1863) \| José Rafael de Silva, xi duque de Híjar, xiii duque de Lécera (1776-1863) \| José Rafael de Silva, xi duque de Híjar, xiii duque de Lécera (1776-1863) \| \| \| \| \| \| \| \| \| \| \| \| \| \| \| \| \| \| \| \| \| \| \| \| \| \| \| \| \| \| \| \| \| \| Agustín de Silva, ix duque de Híjar, xi duque de Lécera (1773-1817) \| Agustín de Silva, ix duque de Híjar, xi duque de Lécera (1773-1817) \| Agustín de Silva, ix duque de Híjar, xi duque de Lécera (1773-1817) \| Agustín de Silva, ix duque de Híjar, xi duque de Lécera (1773-1817) \| Agustín de Silva, ix duque de Híjar, xi duque de Lécera (1773-1817) \| Agustín de Silva, ix duque de Híjar, xi duque de Lécera (1773-1817) \| \| \| José Rafael de Silva, xi duque de Híjar, xiii duque de Lécera (1776-1863) \| José Rafael de Silva, xi duque de Híjar, xiii duque de Lécera (1776-1863) \| José Rafael de Silva, xi duque de Híjar, xiii duque de Lécera (1776-1863) \| José Rafael de Silva, xi duque de Híjar, xiii duque de Lécera (1776-1863) \| José Rafael de Silva, xi duque de Híjar, xiii duque de Lécera (1776-1863) \| José Rafael de Silva, xi duque de Híjar, xiii duque de Lécera (1776-1863) \| \| \| \| \| \| \| \| \| \| \| \| \| \| \| \| \| \| \| \| \| \| \| \| \| \| \| \| \| \| \| \| \| \| \| \| \| \| \| \| \| \| \| \| \| \| \| \| \| \| \| \| \| \| \| \| \| \| \| \| \| \| \| \| \| \| \| \| \| \| \| \| \| \| \| \| \| \| \| \| \| Francisca Javiera de Silva, x duquesa de Híjar, xii duquesa de Lécera (1795-1818) \| Francisca Javiera de Silva, x duquesa de Híjar, xii duquesa de Lécera (1795-1818) \| Francisca Javiera de Silva, x duquesa de Híjar, xii duquesa de Lécera (1795-1818) \| Francisca Javiera de Silva, x duquesa de Híjar, xii duquesa de Lécera (1795-1818) \| Francisca Javiera de Silva, x duquesa de Híjar, xii duquesa de Lécera (1795-1818) \| Francisca Javiera de Silva, x duquesa de Híjar, xii duquesa de Lécera (1795-1818) \| \| \| Cayetano de Silva, xii duque de Híjar, xiv duque de Lécera (1805-1865) \| Cayetano de Silva, xii duque de Híjar, xiv duque de Lécera (1805-1865) \| Cayetano de Silva, xii duque de Híjar, xiv duque de Lécera (1805-1865) \| Cayetano de Silva, xii duque de Híjar, xiv duque de Lécera (1805-1865) \| Cayetano de Silva, xii duque de Híjar, xiv duque de Lécera (1805-1865) \| Cayetano de Silva, xii duque de Híjar, xiv duque de Lécera (1805-1865) \| \| \| Andrés Avelino de Silva, xiii duque de Aliaga (1806-1885) \| Andrés Avelino de Silva, xiii duque de Aliaga (1806-1885) \| Andrés Avelino de Silva, xiii duque de Aliaga (1806-1885) \| Andrés Avelino de Silva, xiii duque de Aliaga (1806-1885) \| Andrés Avelino de Silva, xiii duque de Aliaga (1806-1885) \| Andrés Avelino de Silva, xiii duque de Aliaga (1806-1885) \| \| \| \| \| \| \| \| \| \| \| \| \| \| \| \| \| \| \| \| \| \| \| \| \| \| Francisca Javiera de Silva, x duquesa de Híjar, xii duquesa de Lécera (1795-1818) \| Francisca Javiera de Silva, x duquesa de Híjar, xii duquesa de Lécera (1795-1818) \| Francisca Javiera de Silva, x duquesa de Híjar, xii duquesa de Lécera (1795-1818) \| Francisca Javiera de Silva, x duquesa de Híjar, xii duquesa de Lécera (1795-1818) \| Francisca Javiera de Silva, x duquesa de Híjar, xii duquesa de Lécera (1795-1818) \| Francisca Javiera de Silva, x duquesa de Híjar, xii duquesa de Lécera (1795-1818) \| \| \| Cayetano de Silva, xii duque de Híjar, xiv duque de Lécera (1805-1865) \| Cayetano de Silva, xii duque de Híjar, xiv duque de Lécera (1805-1865) \| Cayetano de Silva, xii duque de Híjar, xiv duque de Lécera (1805-1865) \| Cayetano de Silva, xii duque de Híjar, xiv duque de Lécera (1805-1865) \| Cayetano de Silva, xii duque de Híjar, xiv duque de Lécera (1805-1865) \| Cayetano de Silva, xii duque de Híjar, xiv duque de Lécera (1805-1865) \| \| \| Andrés Avelino de Silva, xiii duque de Aliaga (1806-1885) \| Andrés Avelino de Silva, xiii duque de Aliaga (1806-1885) \| Andrés Avelino de Silva, xiii duque de Aliaga (1806-1885) \| Andrés Avelino de Silva, xiii duque de Aliaga (1806-1885) \| Andrés Avelino de Silva, xiii duque de Aliaga (1806-1885) \| Andrés Avelino de Silva, xiii duque de Aliaga (1806-1885) \| \| \| \| \| \| \| \| \| \| \| \| \| \| \| \| \| \| \| \| \| \| \| \| \| \| \| \| \| \| \| \| \| \| \| \| \| \| \| \| \| \| \| \| \| \| \| \| \| \| \| \| \| \| \| \| \| \| \| \| \| \| \| \| \| \| \| \| \| \| \| \| \| \| \| \| \| \| \| \| \| Agustín de Silva, xiii duque de Híjar, xv duque de Lécera (1822-1872) \| Agustín de Silva, xiii duque de Híjar, xv duque de Lécera (1822-1872) \| Agustín de Silva, xiii duque de Híjar, xv duque de Lécera (1822-1872) \| Agustín de Silva, xiii duque de Híjar, xv duque de Lécera (1822-1872) \| Agustín de Silva, xiii duque de Híjar, xv duque de Lécera (1822-1872) \| Agustín de Silva, xiii duque de Híjar, xv duque de Lécera (1822-1872) \| \| \| Alfonso de Silva, xiv duque de Híjar (1848-1929) \| Alfonso de Silva, xiv duque de Híjar (1848-1929) \| Alfonso de Silva, xiv duque de Híjar (1848-1929) \| Alfonso de Silva, xiv duque de Híjar (1848-1929) \| Alfonso de Silva, xiv duque de Híjar (1848-1929) \| Alfonso de Silva, xiv duque de Híjar (1848-1929) \| \| \| Jaime de Silva, xvi duque de Lécera (1852-1925) \| Jaime de Silva, xvi duque de Lécera (1852-1925) \| Jaime de Silva, xvi duque de Lécera (1852-1925) \| Jaime de Silva, xvi duque de Lécera (1852-1925) \| Jaime de Silva, xvi duque de Lécera (1852-1925) \| Jaime de Silva, xvi duque de Lécera (1852-1925) \| \| \| \| \| \| \| \| \| \| \| \| \| \| \| \| \| \| \| \| \| \| \| \| \| \| Agustín de Silva, xiii duque de Híjar, xv duque de Lécera (1822-1872) \| Agustín de Silva, xiii duque de Híjar, xv duque de Lécera (1822-1872) \| Agustín de Silva, xiii duque de Híjar, xv duque de Lécera (1822-1872) \| Agustín de Silva, xiii duque de Híjar, xv duque de Lécera (1822-1872) \| Agustín de Silva, xiii duque de Híjar, xv duque de Lécera (1822-1872) \| Agustín de Silva, xiii duque de Híjar, xv duque de Lécera (1822-1872) \| \| \| Alfonso de Silva, xiv duque de Híjar (1848-1929) \| Alfonso de Silva, xiv duque de Híjar (1848-1929) \| Alfonso de Silva, xiv duque de Híjar (1848-1929) \| Alfonso de Silva, xiv duque de Híjar (1848-1929) \| Alfonso de Silva, xiv duque de Híjar (1848-1929) \| Alfonso de Silva, xiv duque de Híjar (1848-1929) \| \| \| Jaime de Silva, xvi duque de Lécera (1852-1925) \| Jaime de Silva, xvi duque de Lécera (1852-1925) \| Jaime de Silva, xvi duque de Lécera (1852-1925) \| Jaime de Silva, xvi duque de Lécera (1852-1925) \| Jaime de Silva, xvi duque de Lécera (1852-1925) \| Jaime de Silva, xvi duque de Lécera (1852-1925) \| \| \| \| \| \| \| \| \| \| \| \| \| \| \| \| \| \| \| \| \| \| \| \| \| \| \| \| \| \| \| \| \| \| Alfonso de Silva, xv duque de Híjar (1877-1956) Con sucesión en la casa de Híjar. \| Alfonso de Silva, xv duque de Híjar (1877-1956) Con sucesión en la casa de Híjar. \| Alfonso de Silva, xv duque de Híjar (1877-1956) Con sucesión en la casa de Híjar. \| Alfonso de Silva, xv duque de Híjar (1877-1956) Con sucesión en la casa de Híjar. \| Alfonso de Silva, xv duque de Híjar (1877-1956) Con sucesión en la casa de Híjar. \| Alfonso de Silva, xv duque de Híjar (1877-1956) Con sucesión en la casa de Híjar. \| \| \| Jaime de Silva, xvii duque de Lécera (1893-1975) \| Jaime de Silva, xvii duque de Lécera (1893-1975) \| Jaime de Silva, xvii duque de Lécera (1893-1975) \| Jaime de Silva, xvii duque de Lécera (1893-1975) \| Jaime de Silva, xvii duque de Lécera (1893-1975) \| Jaime de Silva, xvii duque de Lécera (1893-1975) \| \| \| \| \| \| \| \| \| \| \| \| \| \| \| \| \| \| \| \| \| \| \| \| \| \| \| \| \| \| \| \| \| \| Alfonso de Silva, xv duque de Híjar (1877-1956) Con sucesión en la casa de Híjar. \| Alfonso de Silva, xv duque de Híjar (1877-1956) Con sucesión en la casa de Híjar. \| Alfonso de Silva, xv duque de Híjar (1877-1956) Con sucesión en la casa de Híjar. \| Alfonso de Silva, xv duque de Híjar (1877-1956) Con sucesión en la casa de Híjar. \| Alfonso de Silva, xv duque de Híjar (1877-1956) Con sucesión en la casa de Híjar. \| Alfonso de Silva, xv duque de Híjar (1877-1956) Con sucesión en la casa de Híjar. \| \| \| Jaime de Silva, xvii duque de Lécera (1893-1975) \| Jaime de Silva, xvii duque de Lécera (1893-1975) \| Jaime de Silva, xvii duque de Lécera (1893-1975) \| Jaime de Silva, xvii duque de Lécera (1893-1975) \| Jaime de Silva, xvii duque de Lécera (1893-1975) \| Jaime de Silva, xvii duque de Lécera (1893-1975) \| \| \| \| \| \| \| \| \| \| \| \| \| \| \| \| \| \| \| \| \| \| \| \| \| \| \| \| \| \| \| \| \| \| \| \| \| \| \| \| \| \| Jaime de Silva, xviii duque de Lécera (1910-1996) \| \| \| \| \| \| \| \| \| \| \| \| \| \| \| \| \| \| \| \| \| \| \| \| \| \| \| \| \| \| \| \| \| \| \| \| \| \| \| \| \| \| \| \| \| \| \| \| \| \| \| \| \| \| \| \| \| \| \| \| \| \| \| \| \| \| \| \| \| \| \| \| \| \| \| \| \| \| \| \| \| \| \| \| \| \| \| \| \| \| \| \| \| \| Jaime de Silva, xix duque de Lécera (1946-2007) \| \| \| \| \| \| \| \| \| \| \| \| \| \| \| \| \| \| \| \| \| \| \| \| \| \| \| \| \| \| \| \| \| \| \| \| \| \| \| \| \| \| \| \| \| \| \| \| \| \| \| \| \| \| \| \| \| \| \| \| \| \| \| \| \| \| \| \| \| \| \| \| \| \| \| \| \| \| \| \| \| \| \| \| \| \| \| \| \| \| \| \| \| \| María Leticia de Silva, xx duquesa de Lécera (n. 1983) \| \| \| \| \| \| \| \| \| \| \| \| \| \| \| \| \| \| \| \| \| \| \| \| \| \| \| \| \| \| \| \| \| \| \| \| \| \| \| \| \| \| \| \| \| \| \| \| \| \| \| \| \| \| \| \| \| \| \| \| \| \| \| \| \| \| \| \| \| \| \| \| \| \| \| \| \| \| \| \| \| \| \| \| \| \| \| \| \| \| \| \| \| \| Ana Vermehren (n. 2010) \| \| \| \| \| \| \| \| \| \| \| \| \| \| \| \| \| \| \| \| \| \| |                                                                                   |                                                                                   |                                                                                   |                                                                                   |                                                                                   |  |  |                                                                                             |                                                                                             |                                                                                             |                                                                                             |                                                                                             |                                                                                             |  |  |                                                                                   |                                                                                   |                                                                                   |                                                                                   |                                                                                   |                                                                                   |  |  |                                                                   |                                                                   |                                                                   |                                                                   |                                                                   |                                                                   |  |  |  |  |  |  |  |  |  |  |  |  |  |  |  |  |
| |                                                                                   |                                                                                   |                                                                                   |                                                                                   |                                                                                   |  |  | Juan Fernández de Híjar, i duque de Híjar (1419-1493)                                       |                                                                                             |                                                                                             |                                                                                             |                                                                                             |                                                                                             |  |  |                                                                                   |                                                                                   |                                                                                   |                                                                                   |                                                                                   |                                                                                   |  |  |                                                                   |                                                                   |                                                                   |                                                                   |                                                                   |                                                                   |  |  |  |  |  |  |  |  |  |  |  |  |  |  |  |  |
| |                                                                                   |                                                                                   |                                                                                   |                                                                                   |                                                                                   |  |  |                                                                                             |                                                                                             |                                                                                             |                                                                                             |                                                                                             |                                                                                             |  |  |                                                                                   |                                                                                   |                                                                                   |                                                                                   |                                                                                   |                                                                                   |  |  |                                                                   |                                                                   |                                                                   |                                                                   |                                                                   |                                                                   |  |  |  |  |  |  |  |  |  |  |  |  |  |  |  |  |
| |                                                                                   |                                                                                   |                                                                                   |                                                                                   |                                                                                   |  |  | Luis Fernández de Híjar, viii señor de Híjar, i duque de Lécera († 1517)                    |                                                                                             |                                                                                             |                                                                                             |                                                                                             |                                                                                             |  |  |                                                                                   |                                                                                   |                                                                                   |                                                                                   |                                                                                   |                                                                                   |  |  |                                                                   |                                                                   |                                                                   |                                                                   |                                                                   |                                                                   |  |  |  |  |  |  |  |  |  |  |  |  |  |  |  |  |
| |                                                                                   |                                                                                   |                                                                                   |                                                                                   |                                                                                   |  |  |                                                                                             |                                                                                             |                                                                                             |                                                                                             |                                                                                             |                                                                                             |  |  |                                                                                   |                                                                                   |                                                                                   |                                                                                   |                                                                                   |                                                                                   |  |  |                                                                   |                                                                   |                                                                   |                                                                   |                                                                   |                                                                   |  |  |  |  |  |  |  |  |  |  |  |  |  |  |  |  |
| |                                                                                   |                                                                                   |                                                                                   |                                                                                   |                                                                                   |  |  | Luis Fernández de Híjar, ii conde de Belchite († 1509)                                      |                                                                                             |                                                                                             |                                                                                             |                                                                                             |                                                                                             |  |  |                                                                                   |                                                                                   |                                                                                   |                                                                                   |                                                                                   |                                                                                   |  |  |                                                                   |                                                                   |                                                                   |                                                                   |                                                                   |                                                                   |  |  |  |  |  |  |  |  |  |  |  |  |  |  |  |  |
| |                                                                                   |                                                                                   |                                                                                   |                                                                                   |                                                                                   |  |  |                                                                                             |                                                                                             |                                                                                             |                                                                                             |                                                                                             |                                                                                             |  |  |                                                                                   |                                                                                   |                                                                                   |                                                                                   |                                                                                   |                                                                                   |  |  |                                                                   |                                                                   |                                                                   |                                                                   |                                                                   |                                                                   |  |  |  |  |  |  |  |  |  |  |  |  |  |  |  |  |
| |                                                                                   |                                                                                   |                                                                                   |                                                                                   |                                                                                   |  |  |                                                                                             |                                                                                             |                                                                                             |                                                                                             |                                                                                             |                                                                                             |  |  |                                                                                   |                                                                                   |                                                                                   |                                                                                   |                                                                                   |                                                                                   |  |  |                                                                   |                                                                   |                                                                   |                                                                   |                                                                   |                                                                   |  |  |  |  |  |  |  |  |  |  |  |  |  |  |  |  |
| |                                                                                   |                                                                                   |                                                                                   |                                                                                   |                                                                                   |  |  | Luis Fernández de Híjar, ix señor de Híjar, ii duque de Lécera (1517-1554)                  | Luis Fernández de Híjar, ix señor de Híjar, ii duque de Lécera (1517-1554)                  | Luis Fernández de Híjar, ix señor de Híjar, ii duque de Lécera (1517-1554)                  | Luis Fernández de Híjar, ix señor de Híjar, ii duque de Lécera (1517-1554)                  | Luis Fernández de Híjar, ix señor de Híjar, ii duque de Lécera (1517-1554)                  | Luis Fernández de Híjar, ix señor de Híjar, ii duque de Lécera (1517-1554)                  |  |  | Jorge Fernández de Híjar y Arellano                                               | Jorge Fernández de Híjar y Arellano                                               | Jorge Fernández de Híjar y Arellano                                               | Jorge Fernández de Híjar y Arellano                                               | Jorge Fernández de Híjar y Arellano                                               | Jorge Fernández de Híjar y Arellano                                               |  |  |                                                                   |                                                                   |                                                                   |                                                                   |                                                                   |                                                                   |  |  |  |  |  |  |  |  |  |  |  |  |  |  |  |  |
| |                                                                                   |                                                                                   |                                                                                   |                                                                                   |                                                                                   |  |  | Luis Fernández de Híjar, ix señor de Híjar, ii duque de Lécera (1517-1554)                  | Luis Fernández de Híjar, ix señor de Híjar, ii duque de Lécera (1517-1554)                  | Luis Fernández de Híjar, ix señor de Híjar, ii duque de Lécera (1517-1554)                  | Luis Fernández de Híjar, ix señor de Híjar, ii duque de Lécera (1517-1554)                  | Luis Fernández de Híjar, ix señor de Híjar, ii duque de Lécera (1517-1554)                  | Luis Fernández de Híjar, ix señor de Híjar, ii duque de Lécera (1517-1554)                  |  |  | Jorge Fernández de Híjar y Arellano                                               | Jorge Fernández de Híjar y Arellano                                               | Jorge Fernández de Híjar y Arellano                                               | Jorge Fernández de Híjar y Arellano                                               | Jorge Fernández de Híjar y Arellano                                               | Jorge Fernández de Híjar y Arellano                                               |  |  |                                                                   |                                                                   |                                                                   |                                                                   |                                                                   |                                                                   |  |  |  |  |  |  |  |  |  |  |  |  |  |  |  |  |
| |                                                                                   |                                                                                   |                                                                                   |                                                                                   |                                                                                   |  |  | Juan Francisco Fernández de Híjar, ii duque de Híjar, iii duque de Lécera (1552-1614)       | Juan Francisco Fernández de Híjar, ii duque de Híjar, iii duque de Lécera (1552-1614)       | Juan Francisco Fernández de Híjar, ii duque de Híjar, iii duque de Lécera (1552-1614)       | Juan Francisco Fernández de Híjar, ii duque de Híjar, iii duque de Lécera (1552-1614)       | Juan Francisco Fernández de Híjar, ii duque de Híjar, iii duque de Lécera (1552-1614)       | Juan Francisco Fernández de Híjar, ii duque de Híjar, iii duque de Lécera (1552-1614)       |  |  | Pedro Jorge Fernández de Híjar, V duque de Lécera († 1647)                        | Pedro Jorge Fernández de Híjar, V duque de Lécera († 1647)                        | Pedro Jorge Fernández de Híjar, V duque de Lécera († 1647)                        | Pedro Jorge Fernández de Híjar, V duque de Lécera († 1647)                        | Pedro Jorge Fernández de Híjar, V duque de Lécera († 1647)                        | Pedro Jorge Fernández de Híjar, V duque de Lécera († 1647)                        |  |  |                                                                   |                                                                   |                                                                   |                                                                   |                                                                   |                                                                   |  |  |  |  |  |  |  |  |  |  |  |  |  |  |  |  |
| |                                                                                   |                                                                                   |                                                                                   |                                                                                   |                                                                                   |  |  | Juan Francisco Fernández de Híjar, ii duque de Híjar, iii duque de Lécera (1552-1614)       | Juan Francisco Fernández de Híjar, ii duque de Híjar, iii duque de Lécera (1552-1614)       | Juan Francisco Fernández de Híjar, ii duque de Híjar, iii duque de Lécera (1552-1614)       | Juan Francisco Fernández de Híjar, ii duque de Híjar, iii duque de Lécera (1552-1614)       | Juan Francisco Fernández de Híjar, ii duque de Híjar, iii duque de Lécera (1552-1614)       | Juan Francisco Fernández de Híjar, ii duque de Híjar, iii duque de Lécera (1552-1614)       |  |  | Pedro Jorge Fernández de Híjar, V duque de Lécera († 1647)                        | Pedro Jorge Fernández de Híjar, V duque de Lécera († 1647)                        | Pedro Jorge Fernández de Híjar, V duque de Lécera († 1647)                        | Pedro Jorge Fernández de Híjar, V duque de Lécera († 1647)                        | Pedro Jorge Fernández de Híjar, V duque de Lécera († 1647)                        | Pedro Jorge Fernández de Híjar, V duque de Lécera († 1647)                        |  |  |                                                                   |                                                                   |                                                                   |                                                                   |                                                                   |                                                                   |  |  |  |  |  |  |  |  |  |  |  |  |  |  |  |  |
| |                                                                                   |                                                                                   |                                                                                   |                                                                                   |                                                                                   |  |  | Isabel Margarita Fernández de Híjar, iii duquesa de Híjar, iv duquesa de Lécera (1603-1642) | Isabel Margarita Fernández de Híjar, iii duquesa de Híjar, iv duquesa de Lécera (1603-1642) | Isabel Margarita Fernández de Híjar, iii duquesa de Híjar, iv duquesa de Lécera (1603-1642) | Isabel Margarita Fernández de Híjar, iii duquesa de Híjar, iv duquesa de Lécera (1603-1642) | Isabel Margarita Fernández de Híjar, iii duquesa de Híjar, iv duquesa de Lécera (1603-1642) | Isabel Margarita Fernández de Híjar, iii duquesa de Híjar, iv duquesa de Lécera (1603-1642) |  |  | Pedro Luis Fernández de Híjar, vi duque de Lécera († 1664)                        | Pedro Luis Fernández de Híjar, vi duque de Lécera († 1664)                        | Pedro Luis Fernández de Híjar, vi duque de Lécera († 1664)                        | Pedro Luis Fernández de Híjar, vi duque de Lécera († 1664)                        | Pedro Luis Fernández de Híjar, vi duque de Lécera († 1664)                        | Pedro Luis Fernández de Híjar, vi duque de Lécera († 1664)                        |  |  |                                                                   |                                                                   |                                                                   |                                                                   |                                                                   |                                                                   |  |  |  |  |  |  |  |  |  |  |  |  |  |  |  |  |
| |                                                                                   |                                                                                   |                                                                                   |                                                                                   |                                                                                   |  |  | Isabel Margarita Fernández de Híjar, iii duquesa de Híjar, iv duquesa de Lécera (1603-1642) | Isabel Margarita Fernández de Híjar, iii duquesa de Híjar, iv duquesa de Lécera (1603-1642) | Isabel Margarita Fernández de Híjar, iii duquesa de Híjar, iv duquesa de Lécera (1603-1642) | Isabel Margarita Fernández de Híjar, iii duquesa de Híjar, iv duquesa de Lécera (1603-1642) | Isabel Margarita Fernández de Híjar, iii duquesa de Híjar, iv duquesa de Lécera (1603-1642) | Isabel Margarita Fernández de Híjar, iii duquesa de Híjar, iv duquesa de Lécera (1603-1642) |  |  | Pedro Luis Fernández de Híjar, vi duque de Lécera († 1664)                        | Pedro Luis Fernández de Híjar, vi duque de Lécera († 1664)                        | Pedro Luis Fernández de Híjar, vi duque de Lécera († 1664)                        | Pedro Luis Fernández de Híjar, vi duque de Lécera († 1664)                        | Pedro Luis Fernández de Híjar, vi duque de Lécera († 1664)                        | Pedro Luis Fernández de Híjar, vi duque de Lécera († 1664)                        |  |  |                                                                   |                                                                   |                                                                   |                                                                   |                                                                   |                                                                   |  |  |  |  |  |  |  |  |  |  |  |  |  |  |  |  |
| |                                                                                   |                                                                                   |                                                                                   |                                                                                   |                                                                                   |  |  |                                                                                             |                                                                                             |                                                                                             |                                                                                             |                                                                                             |                                                                                             |  |  |                                                                                   |                                                                                   |                                                                                   |                                                                                   |                                                                                   |                                                                                   |  |  |                                                                   |                                                                   |                                                                   |                                                                   |                                                                   |                                                                   |  |  |  |  |  |  |  |  |  |  |  |  |  |  |  |  |
| |                                                                                   |                                                                                   |                                                                                   |                                                                                   |                                                                                   |  |  | Jaime Francisco Fernández de Hijar, iv duque de Híjar (1625-1700)                           | Jaime Francisco Fernández de Hijar, iv duque de Híjar (1625-1700)                           | Jaime Francisco Fernández de Hijar, iv duque de Híjar (1625-1700)                           | Jaime Francisco Fernández de Hijar, iv duque de Híjar (1625-1700)                           | Jaime Francisco Fernández de Hijar, iv duque de Híjar (1625-1700)                           | Jaime Francisco Fernández de Hijar, iv duque de Híjar (1625-1700)                           |  |  | Pedro Jorge Fernández de Híjar, vii duque de Lécera                               | Pedro Jorge Fernández de Híjar, vii duque de Lécera                               | Pedro Jorge Fernández de Híjar, vii duque de Lécera                               | Pedro Jorge Fernández de Híjar, vii duque de Lécera                               | Pedro Jorge Fernández de Híjar, vii duque de Lécera                               | Pedro Jorge Fernández de Híjar, vii duque de Lécera                               |  |  | Antonio Melchor Fernández de Híjar, viii duque de Lécera († 1734) | Antonio Melchor Fernández de Híjar, viii duque de Lécera († 1734) | Antonio Melchor Fernández de Híjar, viii duque de Lécera († 1734) | Antonio Melchor Fernández de Híjar, viii duque de Lécera († 1734) | Antonio Melchor Fernández de Híjar, viii duque de Lécera († 1734) | Antonio Melchor Fernández de Híjar, viii duque de Lécera († 1734) |  |  |  |  |  |  |  |  |  |  |  |  |  |  |  |  |
| |                                                                                   |                                                                                   |                                                                                   |                                                                                   |                                                                                   |  |  | Jaime Francisco Fernández de Hijar, iv duque de Híjar (1625-1700)                           | Jaime Francisco Fernández de Hijar, iv duque de Híjar (1625-1700)                           | Jaime Francisco Fernández de Hijar, iv duque de Híjar (1625-1700)                           | Jaime Francisco Fernández de Hijar, iv duque de Híjar (1625-1700)                           | Jaime Francisco Fernández de Hijar, iv duque de Híjar (1625-1700)                           | Jaime Francisco Fernández de Hijar, iv duque de Híjar (1625-1700)                           |  |  | Pedro Jorge Fernández de Híjar, vii duque de Lécera                               | Pedro Jorge Fernández de Híjar, vii duque de Lécera                               | Pedro Jorge Fernández de Híjar, vii duque de Lécera                               | Pedro Jorge Fernández de Híjar, vii duque de Lécera                               | Pedro Jorge Fernández de Híjar, vii duque de Lécera                               | Pedro Jorge Fernández de Híjar, vii duque de Lécera                               |  |  | Antonio Melchor Fernández de Híjar, viii duque de Lécera († 1734) | Antonio Melchor Fernández de Híjar, viii duque de Lécera († 1734) | Antonio Melchor Fernández de Híjar, viii duque de Lécera († 1734) | Antonio Melchor Fernández de Híjar, viii duque de Lécera († 1734) | Antonio Melchor Fernández de Híjar, viii duque de Lécera († 1734) | Antonio Melchor Fernández de Híjar, viii duque de Lécera († 1734) |  |  |  |  |  |  |  |  |  |  |  |  |  |  |  |  |
| |                                                                                   |                                                                                   |                                                                                   |                                                                                   |                                                                                   |  |  | Juana Petronila de Silva, v duquesa de Híjar (1669-1710)                                    | Juana Petronila de Silva, v duquesa de Híjar (1669-1710)                                    | Juana Petronila de Silva, v duquesa de Híjar (1669-1710)                                    | Juana Petronila de Silva, v duquesa de Híjar (1669-1710)                                    | Juana Petronila de Silva, v duquesa de Híjar (1669-1710)                                    | Juana Petronila de Silva, v duquesa de Híjar (1669-1710)                                    |  |  | Jorge Fernández de Híjar, xiv conde de Fuentes († 1709)                           | Jorge Fernández de Híjar, xiv conde de Fuentes († 1709)                           | Jorge Fernández de Híjar, xiv conde de Fuentes († 1709)                           | Jorge Fernández de Híjar, xiv conde de Fuentes († 1709)                           | Jorge Fernández de Híjar, xiv conde de Fuentes († 1709)                           | Jorge Fernández de Híjar, xiv conde de Fuentes († 1709)                           |  |  |                                                                   |                                                                   |                                                                   |                                                                   |                                                                   |                                                                   |  |  |  |  |  |  |  |  |  |  |  |  |  |  |  |  |
| |                                                                                   |                                                                                   |                                                                                   |                                                                                   |                                                                                   |  |  | Juana Petronila de Silva, v duquesa de Híjar (1669-1710)                                    | Juana Petronila de Silva, v duquesa de Híjar (1669-1710)                                    | Juana Petronila de Silva, v duquesa de Híjar (1669-1710)                                    | Juana Petronila de Silva, v duquesa de Híjar (1669-1710)                                    | Juana Petronila de Silva, v duquesa de Híjar (1669-1710)                                    | Juana Petronila de Silva, v duquesa de Híjar (1669-1710)                                    |  |  | Jorge Fernández de Híjar, xiv conde de Fuentes († 1709)                           | Jorge Fernández de Híjar, xiv conde de Fuentes († 1709)                           | Jorge Fernández de Híjar, xiv conde de Fuentes († 1709)                           | Jorge Fernández de Híjar, xiv conde de Fuentes († 1709)                           | Jorge Fernández de Híjar, xiv conde de Fuentes († 1709)                           | Jorge Fernández de Híjar, xiv conde de Fuentes († 1709)                           |  |  |                                                                   |                                                                   |                                                                   |                                                                   |                                                                   |                                                                   |  |  |  |  |  |  |  |  |  |  |  |  |  |  |  |  |
| |                                                                                   |                                                                                   |                                                                                   |                                                                                   |                                                                                   |  |  | Isidoro Francisco Fernández de Híjar, vi duque de Híjar (1690-1749)                         |                                                                                             |                                                                                             |                                                                                             |                                                                                             |                                                                                             |  |  |                                                                                   |                                                                                   |                                                                                   |                                                                                   |                                                                                   |                                                                                   |  |  |                                                                   |                                                                   |                                                                   |                                                                   |                                                                   |                                                                   |  |  |  |  |  |  |  |  |  |  |  |  |  |  |  |  |
| |                                                                                   |                                                                                   |                                                                                   |                                                                                   |                                                                                   |  |  |                                                                                             |                                                                                             |                                                                                             |                                                                                             |                                                                                             |                                                                                             |  |  |                                                                                   |                                                                                   |                                                                                   |                                                                                   |                                                                                   |                                                                                   |  |  |                                                                   |                                                                   |                                                                   |                                                                   |                                                                   |                                                                   |  |  |  |  |  |  |  |  |  |  |  |  |  |  |  |  |
| |                                                                                   |                                                                                   |                                                                                   |                                                                                   |                                                                                   |  |  | Joaquín Diego de Silva, vii duque de Híjar, ix duque de Lécera (1721-1758)                  |                                                                                             |                                                                                             |                                                                                             |                                                                                             |                                                                                             |  |  |                                                                                   |                                                                                   |                                                                                   |                                                                                   |                                                                                   |                                                                                   |  |  |                                                                   |                                                                   |                                                                   |                                                                   |                                                                   |                                                                   |  |  |  |  |  |  |  |  |  |  |  |  |  |  |  |  |
| |                                                                                   |                                                                                   |                                                                                   |                                                                                   |                                                                                   |  |  |                                                                                             |                                                                                             |                                                                                             |                                                                                             |                                                                                             |                                                                                             |  |  |                                                                                   |                                                                                   |                                                                                   |                                                                                   |                                                                                   |                                                                                   |  |  |                                                                   |                                                                   |                                                                   |                                                                   |                                                                   |                                                                   |  |  |  |  |  |  |  |  |  |  |  |  |  |  |  |  |
| |                                                                                   |                                                                                   |                                                                                   |                                                                                   |                                                                                   |  |  | Pedro de Alcántara Fernández de Híjar, viii duque de Híjar, x duque de Lécera (1741-1808)   |                                                                                             |                                                                                             |                                                                                             |                                                                                             |                                                                                             |  |  |                                                                                   |                                                                                   |                                                                                   |                                                                                   |                                                                                   |                                                                                   |  |  |                                                                   |                                                                   |                                                                   |                                                                   |                                                                   |                                                                   |  |  |  |  |  |  |  |  |  |  |  |  |  |  |  |  |
| |                                                                                   |                                                                                   |                                                                                   |                                                                                   |                                                                                   |  |  |                                                                                             |                                                                                             |                                                                                             |                                                                                             |                                                                                             |                                                                                             |  |  |                                                                                   |                                                                                   |                                                                                   |                                                                                   |                                                                                   |                                                                                   |  |  |                                                                   |                                                                   |                                                                   |                                                                   |                                                                   |                                                                   |  |  |  |  |  |  |  |  |  |  |  |  |  |  |  |  |
| |                                                                                   |                                                                                   |                                                                                   |                                                                                   |                                                                                   |  |  |                                                                                             |                                                                                             |                                                                                             |                                                                                             |                                                                                             |                                                                                             |  |  |                                                                                   |                                                                                   |                                                                                   |                                                                                   |                                                                                   |                                                                                   |  |  |                                                                   |                                                                   |                                                                   |                                                                   |                                                                   |                                                                   |  |  |  |  |  |  |  |  |  |  |  |  |  |  |  |  |
| Agustín de Silva, ix duque de Híjar, xi duque de Lécera (1773-1817) | Agustín de Silva, ix duque de Híjar, xi duque de Lécera (1773-1817)               | Agustín de Silva, ix duque de Híjar, xi duque de Lécera (1773-1817)               | Agustín de Silva, ix duque de Híjar, xi duque de Lécera (1773-1817)               | Agustín de Silva, ix duque de Híjar, xi duque de Lécera (1773-1817)               | Agustín de Silva, ix duque de Híjar, xi duque de Lécera (1773-1817)               |  |  | José Rafael de Silva, xi duque de Híjar, xiii duque de Lécera (1776-1863)                   | José Rafael de Silva, xi duque de Híjar, xiii duque de Lécera (1776-1863)                   | José Rafael de Silva, xi duque de Híjar, xiii duque de Lécera (1776-1863)                   | José Rafael de Silva, xi duque de Híjar, xiii duque de Lécera (1776-1863)                   | José Rafael de Silva, xi duque de Híjar, xiii duque de Lécera (1776-1863)                   | José Rafael de Silva, xi duque de Híjar, xiii duque de Lécera (1776-1863)                   |  |  |                                                                                   |                                                                                   |                                                                                   |                                                                                   |                                                                                   |                                                                                   |  |  |                                                                   |                                                                   |                                                                   |                                                                   |                                                                   |                                                                   |  |  |  |  |  |  |  |  |  |  |  |  |  |  |  |  |
| Agustín de Silva, ix duque de Híjar, xi duque de Lécera (1773-1817) | Agustín de Silva, ix duque de Híjar, xi duque de Lécera (1773-1817)               | Agustín de Silva, ix duque de Híjar, xi duque de Lécera (1773-1817)               | Agustín de Silva, ix duque de Híjar, xi duque de Lécera (1773-1817)               | Agustín de Silva, ix duque de Híjar, xi duque de Lécera (1773-1817)               | Agustín de Silva, ix duque de Híjar, xi duque de Lécera (1773-1817)               |  |  | José Rafael de Silva, xi duque de Híjar, xiii duque de Lécera (1776-1863)                   | José Rafael de Silva, xi duque de Híjar, xiii duque de Lécera (1776-1863)                   | José Rafael de Silva, xi duque de Híjar, xiii duque de Lécera (1776-1863)                   | José Rafael de Silva, xi duque de Híjar, xiii duque de Lécera (1776-1863)                   | José Rafael de Silva, xi duque de Híjar, xiii duque de Lécera (1776-1863)                   | José Rafael de Silva, xi duque de Híjar, xiii duque de Lécera (1776-1863)                   |  |  |                                                                                   |                                                                                   |                                                                                   |                                                                                   |                                                                                   |                                                                                   |  |  |                                                                   |                                                                   |                                                                   |                                                                   |                                                                   |                                                                   |  |  |  |  |  |  |  |  |  |  |  |  |  |  |  |  |
| |                                                                                   |                                                                                   |                                                                                   |                                                                                   |                                                                                   |  |  |                                                                                             |                                                                                             |                                                                                             |                                                                                             |                                                                                             |                                                                                             |  |  |                                                                                   |                                                                                   |                                                                                   |                                                                                   |                                                                                   |                                                                                   |  |  |                                                                   |                                                                   |                                                                   |                                                                   |                                                                   |                                                                   |  |  |  |  |  |  |  |  |  |  |  |  |  |  |  |  |
| Francisca Javiera de Silva, x duquesa de Híjar, xii duquesa de Lécera (1795-1818) | Francisca Javiera de Silva, x duquesa de Híjar, xii duquesa de Lécera (1795-1818) | Francisca Javiera de Silva, x duquesa de Híjar, xii duquesa de Lécera (1795-1818) | Francisca Javiera de Silva, x duquesa de Híjar, xii duquesa de Lécera (1795-1818) | Francisca Javiera de Silva, x duquesa de Híjar, xii duquesa de Lécera (1795-1818) | Francisca Javiera de Silva, x duquesa de Híjar, xii duquesa de Lécera (1795-1818) |  |  | Cayetano de Silva, xii duque de Híjar, xiv duque de Lécera (1805-1865)                      | Cayetano de Silva, xii duque de Híjar, xiv duque de Lécera (1805-1865)                      | Cayetano de Silva, xii duque de Híjar, xiv duque de Lécera (1805-1865)                      | Cayetano de Silva, xii duque de Híjar, xiv duque de Lécera (1805-1865)                      | Cayetano de Silva, xii duque de Híjar, xiv duque de Lécera (1805-1865)                      | Cayetano de Silva, xii duque de Híjar, xiv duque de Lécera (1805-1865)                      |  |  | Andrés Avelino de Silva, xiii duque de Aliaga (1806-1885)                         | Andrés Avelino de Silva, xiii duque de Aliaga (1806-1885)                         | Andrés Avelino de Silva, xiii duque de Aliaga (1806-1885)                         | Andrés Avelino de Silva, xiii duque de Aliaga (1806-1885)                         | Andrés Avelino de Silva, xiii duque de Aliaga (1806-1885)                         | Andrés Avelino de Silva, xiii duque de Aliaga (1806-1885)                         |  |  |                                                                   |                                                                   |                                                                   |                                                                   |                                                                   |                                                                   |  |  |  |  |  |  |  |  |  |  |  |  |  |  |  |  |
| Francisca Javiera de Silva, x duquesa de Híjar, xii duquesa de Lécera (1795-1818) | Francisca Javiera de Silva, x duquesa de Híjar, xii duquesa de Lécera (1795-1818) | Francisca Javiera de Silva, x duquesa de Híjar, xii duquesa de Lécera (1795-1818) | Francisca Javiera de Silva, x duquesa de Híjar, xii duquesa de Lécera (1795-1818) | Francisca Javiera de Silva, x duquesa de Híjar, xii duquesa de Lécera (1795-1818) | Francisca Javiera de Silva, x duquesa de Híjar, xii duquesa de Lécera (1795-1818) |  |  | Cayetano de Silva, xii duque de Híjar, xiv duque de Lécera (1805-1865)                      | Cayetano de Silva, xii duque de Híjar, xiv duque de Lécera (1805-1865)                      | Cayetano de Silva, xii duque de Híjar, xiv duque de Lécera (1805-1865)                      | Cayetano de Silva, xii duque de Híjar, xiv duque de Lécera (1805-1865)                      | Cayetano de Silva, xii duque de Híjar, xiv duque de Lécera (1805-1865)                      | Cayetano de Silva, xii duque de Híjar, xiv duque de Lécera (1805-1865)                      |  |  | Andrés Avelino de Silva, xiii duque de Aliaga (1806-1885)                         | Andrés Avelino de Silva, xiii duque de Aliaga (1806-1885)                         | Andrés Avelino de Silva, xiii duque de Aliaga (1806-1885)                         | Andrés Avelino de Silva, xiii duque de Aliaga (1806-1885)                         | Andrés Avelino de Silva, xiii duque de Aliaga (1806-1885)                         | Andrés Avelino de Silva, xiii duque de Aliaga (1806-1885)                         |  |  |                                                                   |                                                                   |                                                                   |                                                                   |                                                                   |                                                                   |  |  |  |  |  |  |  |  |  |  |  |  |  |  |  |  |
| |                                                                                   |                                                                                   |                                                                                   |                                                                                   |                                                                                   |  |  |                                                                                             |                                                                                             |                                                                                             |                                                                                             |                                                                                             |                                                                                             |  |  |                                                                                   |                                                                                   |                                                                                   |                                                                                   |                                                                                   |                                                                                   |  |  |                                                                   |                                                                   |                                                                   |                                                                   |                                                                   |                                                                   |  |  |  |  |  |  |  |  |  |  |  |  |  |  |  |  |
| |                                                                                   |                                                                                   |                                                                                   |                                                                                   |                                                                                   |  |  | Agustín de Silva, xiii duque de Híjar, xv duque de Lécera (1822-1872)                       | Agustín de Silva, xiii duque de Híjar, xv duque de Lécera (1822-1872)                       | Agustín de Silva, xiii duque de Híjar, xv duque de Lécera (1822-1872)                       | Agustín de Silva, xiii duque de Híjar, xv duque de Lécera (1822-1872)                       | Agustín de Silva, xiii duque de Híjar, xv duque de Lécera (1822-1872)                       | Agustín de Silva, xiii duque de Híjar, xv duque de Lécera (1822-1872)                       |  |  | Alfonso de Silva, xiv duque de Híjar (1848-1929)                                  | Alfonso de Silva, xiv duque de Híjar (1848-1929)                                  | Alfonso de Silva, xiv duque de Híjar (1848-1929)                                  | Alfonso de Silva, xiv duque de Híjar (1848-1929)                                  | Alfonso de Silva, xiv duque de Híjar (1848-1929)                                  | Alfonso de Silva, xiv duque de Híjar (1848-1929)                                  |  |  | Jaime de Silva, xvi duque de Lécera (1852-1925)                   | Jaime de Silva, xvi duque de Lécera (1852-1925)                   | Jaime de Silva, xvi duque de Lécera (1852-1925)                   | Jaime de Silva, xvi duque de Lécera (1852-1925)                   | Jaime de Silva, xvi duque de Lécera (1852-1925)                   | Jaime de Silva, xvi duque de Lécera (1852-1925)                   |  |  |  |  |  |  |  |  |  |  |  |  |  |  |  |  |
| |                                                                                   |                                                                                   |                                                                                   |                                                                                   |                                                                                   |  |  | Agustín de Silva, xiii duque de Híjar, xv duque de Lécera (1822-1872)                       | Agustín de Silva, xiii duque de Híjar, xv duque de Lécera (1822-1872)                       | Agustín de Silva, xiii duque de Híjar, xv duque de Lécera (1822-1872)                       | Agustín de Silva, xiii duque de Híjar, xv duque de Lécera (1822-1872)                       | Agustín de Silva, xiii duque de Híjar, xv duque de Lécera (1822-1872)                       | Agustín de Silva, xiii duque de Híjar, xv duque de Lécera (1822-1872)                       |  |  | Alfonso de Silva, xiv duque de Híjar (1848-1929)                                  | Alfonso de Silva, xiv duque de Híjar (1848-1929)                                  | Alfonso de Silva, xiv duque de Híjar (1848-1929)                                  | Alfonso de Silva, xiv duque de Híjar (1848-1929)                                  | Alfonso de Silva, xiv duque de Híjar (1848-1929)                                  | Alfonso de Silva, xiv duque de Híjar (1848-1929)                                  |  |  | Jaime de Silva, xvi duque de Lécera (1852-1925)                   | Jaime de Silva, xvi duque de Lécera (1852-1925)                   | Jaime de Silva, xvi duque de Lécera (1852-1925)                   | Jaime de Silva, xvi duque de Lécera (1852-1925)                   | Jaime de Silva, xvi duque de Lécera (1852-1925)                   | Jaime de Silva, xvi duque de Lécera (1852-1925)                   |  |  |  |  |  |  |  |  |  |  |  |  |  |  |  |  |
| |                                                                                   |                                                                                   |                                                                                   |                                                                                   |                                                                                   |  |  |                                                                                             |                                                                                             |                                                                                             |                                                                                             |                                                                                             |                                                                                             |  |  | Alfonso de Silva, xv duque de Híjar (1877-1956) Con sucesión en la casa de Híjar. | Alfonso de Silva, xv duque de Híjar (1877-1956) Con sucesión en la casa de Híjar. | Alfonso de Silva, xv duque de Híjar (1877-1956) Con sucesión en la casa de Híjar. | Alfonso de Silva, xv duque de Híjar (1877-1956) Con sucesión en la casa de Híjar. | Alfonso de Silva, xv duque de Híjar (1877-1956) Con sucesión en la casa de Híjar. | Alfonso de Silva, xv duque de Híjar (1877-1956) Con sucesión en la casa de Híjar. |  |  | Jaime de Silva, xvii duque de Lécera (1893-1975)                  | Jaime de Silva, xvii duque de Lécera (1893-1975)                  | Jaime de Silva, xvii duque de Lécera (1893-1975)                  | Jaime de Silva, xvii duque de Lécera (1893-1975)                  | Jaime de Silva, xvii duque de Lécera (1893-1975)                  | Jaime de Silva, xvii duque de Lécera (1893-1975)                  |  |  |  |  |  |  |  |  |  |  |  |  |  |  |  |  |
| |                                                                                   |                                                                                   |                                                                                   |                                                                                   |                                                                                   |  |  |                                                                                             |                                                                                             |                                                                                             |                                                                                             |                                                                                             |                                                                                             |  |  | Alfonso de Silva, xv duque de Híjar (1877-1956) Con sucesión en la casa de Híjar. | Alfonso de Silva, xv duque de Híjar (1877-1956) Con sucesión en la casa de Híjar. | Alfonso de Silva, xv duque de Híjar (1877-1956) Con sucesión en la casa de Híjar. | Alfonso de Silva, xv duque de Híjar (1877-1956) Con sucesión en la casa de Híjar. | Alfonso de Silva, xv duque de Híjar (1877-1956) Con sucesión en la casa de Híjar. | Alfonso de Silva, xv duque de Híjar (1877-1956) Con sucesión en la casa de Híjar. |  |  | Jaime de Silva, xvii duque de Lécera (1893-1975)                  | Jaime de Silva, xvii duque de Lécera (1893-1975)                  | Jaime de Silva, xvii duque de Lécera (1893-1975)                  | Jaime de Silva, xvii duque de Lécera (1893-1975)                  | Jaime de Silva, xvii duque de Lécera (1893-1975)                  | Jaime de Silva, xvii duque de Lécera (1893-1975)                  |  |  |  |  |  |  |  |  |  |  |  |  |  |  |  |  |
| |                                                                                   |                                                                                   |                                                                                   |                                                                                   |                                                                                   |  |  |                                                                                             |                                                                                             |                                                                                             |                                                                                             |                                                                                             |                                                                                             |  |  |                                                                                   |                                                                                   |                                                                                   |                                                                                   |                                                                                   |                                                                                   |  |  | Jaime de Silva, xviii duque de Lécera (1910-1996)                 |                                                                   |                                                                   |                                                                   |                                                                   |                                                                   |  |  |  |  |  |  |  |  |  |  |  |  |  |  |  |  |
| |                                                                                   |                                                                                   |                                                                                   |                                                                                   |                                                                                   |  |  |                                                                                             |                                                                                             |                                                                                             |                                                                                             |                                                                                             |                                                                                             |  |  |                                                                                   |                                                                                   |                                                                                   |                                                                                   |                                                                                   |                                                                                   |  |  |                                                                   |                                                                   |                                                                   |                                                                   |                                                                   |                                                                   |  |  |  |  |  |  |  |  |  |  |  |  |  |  |  |  |
| |                                                                                   |                                                                                   |                                                                                   |                                                                                   |                                                                                   |  |  |                                                                                             |                                                                                             |                                                                                             |                                                                                             |                                                                                             |                                                                                             |  |  |                                                                                   |                                                                                   |                                                                                   |                                                                                   |                                                                                   |                                                                                   |  |  | Jaime de Silva, xix duque de Lécera (1946-2007)                   |                                                                   |                                                                   |                                                                   |                                                                   |                                                                   |  |  |  |  |  |  |  |  |  |  |  |  |  |  |  |  |
| |                                                                                   |                                                                                   |                                                                                   |                                                                                   |                                                                                   |  |  |                                                                                             |                                                                                             |                                                                                             |                                                                                             |                                                                                             |                                                                                             |  |  |                                                                                   |                                                                                   |                                                                                   |                                                                                   |                                                                                   |                                                                                   |  |  |                                                                   |                                                                   |                                                                   |                                                                   |                                                                   |                                                                   |  |  |  |  |  |  |  |  |  |  |  |  |  |  |  |  |
| |                                                                                   |                                                                                   |                                                                                   |                                                                                   |                                                                                   |  |  |                                                                                             |                                                                                             |                                                                                             |                                                                                             |                                                                                             |                                                                                             |  |  |                                                                                   |                                                                                   |                                                                                   |                                                                                   |                                                                                   |                                                                                   |  |  | María Leticia de Silva, xx duquesa de Lécera (n. 1983)            |                                                                   |                                                                   |                                                                   |                                                                   |                                                                   |  |  |  |  |  |  |  |  |  |  |  |  |  |  |  |  |
| |                                                                                   |                                                                                   |                                                                                   |                                                                                   |                                                                                   |  |  |                                                                                             |                                                                                             |                                                                                             |                                                                                             |                                                                                             |                                                                                             |  |  |                                                                                   |                                                                                   |                                                                                   |                                                                                   |                                                                                   |                                                                                   |  |  |                                                                   |                                                                   |                                                                   |                                                                   |                                                                   |                                                                   |  |  |  |  |  |  |  |  |  |  |  |  |  |  |  |  |
| |                                                                                   |                                                                                   |                                                                                   |                                                                                   |                                                                                   |  |  |                                                                                             |                                                                                             |                                                                                             |                                                                                             |                                                                                             |                                                                                             |  |  |                                                                                   |                                                                                   |                                                                                   |                                                                                   |                                                                                   |                                                                                   |  |  | Ana Vermehren (n. 2010)                                           |                                                                   |                                                                   |                                                                   |                                                                   |                                                                   |  |  |  |  |  |  |  |  |  |  |  |  |  |  |  |  |